# Ted Daffan
Ted Daffan (* 21. September 1912 als Theron Eugene Daffan in Beauregard Parish, Louisiana; † 6. Oktober 1996 in Houston) war ein US-amerikanischer Country-Sänger und wichtiger Komponist von nationaler Bedeutung.

## Leben

### Anfänge
Theron Eugene Daffan brachte sich nach dem Abitur 1930 das Gitarrespielen selbst bei und eröffnete eine Radio-Werkstatt, in der er mit der elektrischen Verstärkung von Musikinstrumenten experimentierte. Ab 1933 war er Mitglied der Blue Islanders, die bei der Radiostadtion KTRH in Houston auftraten. Zum Berufsmusiker als Steelgitarrist wurde er im Jahre 1934, als er bei den Blue Ridge Playboys mit seinem Freund Floyd Tillman spielte (Mitglied war auch Moon Mullican).
Seine erste Komposition lieferte er im Jahre 1939 mit dem Truck Drivers‘ Blues ab, dem ersten jemals über LKW-Fahrer geschriebenen Titel. Der Song wurde von Moon Mullican mit der Western Swing-Band Cliff Bruner’s Texas Wanderers für Decca am 26. August 1939 eingespielt. Die Idee kam Daffan als Gast in einem Truckstop-Restaurant, als er beobachtete, wie fast alle Trucker nach Verlassen ihres LKWs als erstes im Restaurant Münzen in eine Jukebox warfen, noch bevor sie etwas bestellten. Der Trucker-Titel wurde mit 100.000 Exemplaren zum überregionalen Hit und brachte seinem Komponisten Ted Daffan einen Plattenvertrag bei Columbia Records ein. Zu jener Zeit spielte er eine verstärkte Steelgitarre, die er in seiner Radio-Werkstatt entwickelte und ihm den Ruf als einer der Pioniere der elektrifizierten Steelgitarre einbrachte, und stellte erstmals mit Buddy Buller (Gitarre), Chuck Keeshan (Gesang/Gitarre), Elmer Christian (Bass), Ralph Smith (Piano) und Harry Sorensen (Akkordeon) eine eigene Band zusammen, die sich dann Ted Daffan’s Texans nannte.

### Plattenkarriere

Ted Daffan’s Texans – Born To Lose

Columbias Produzent und Talentsucher Arthur Satherley brachte Daffan zum Tochterlabel OKeh Records, wo er am 25. April 1940 eine mit zwölf Aufnahmen sehr produktive erste Aufnahmesession ablieferte. Erste Single aus der Session war I'm A Fool To Care / Put Your Little Arms Around Me (OKeh #5573), erschienen im Juni 1940. Im Juli 1940 folgte Worried Mind / Blue Steel Blues (#5668), das 350.000 mal verkauft wurde trotz massiver 12 Coverversionen etwa durch Bob Wills, Roy Acuff oder Wayne King. Der Blue Steel Blues war eine markante Instrumentalaufnahme im typischen Western Swing. Im Februar 1942 hatte sich die Band personell verändert. Neben Leonard Seago (Gesang und Fiedel) spielte nunmehr Johnny Johnson (Bass), Spike Jones (Schlagzeug) und Freddy Courtney (Akkordeon). Diese Formation spielte am 20. Februar 1942 den Titel Born To Lose ein, von Daffan unter dem Pseudonym „Frankie Brown“ verfasst, das im Oktober 1943 erschien. In Billboards erster Country & Western-Hitparade vom 8. Januar 1944 erschien der Song mit seiner A-Seite No Letter Today, das für 3 Wochen auf dem zweiten Platz verweilte.
Eine Woche später erschien auch Born To Lose, das bis auf Rang drei hochkletterte. Born To Lose in der Originalfassung von Daffan erhielt eine der damals seltenen Goldenen Schallplatten für Country-Songs für über eine Million verkaufter Exemplare. Alle darauf folgenden Singles, die von den Texans in die C&W-Charts gelangten, schafften den Sprung in die Top Ten. So auch der große Erfolg Headin' Down The Wrong Highway / Shadow On My Heart, das nach seiner Veröffentlichung im Juli 1945 ebenfalls für 3 Wochen an Nummer zwei notierte.

### Kompositionen für andere Interpreten
Genau so bedeutsam für die Entwicklung der Country-Musik waren neben seinen eigenen Platten auch die Cover-Versionen anderer Interpreten. Am 1. September 1939 nahmen Cliff Bruner’s Texas Wanderers mit Singing The Lowdown Blues eine weitere Daffan-Komposition auf. Seine erste Single Worried Mind wurde am 8. November 1940 von Jim Lewis & His Lone Cowboys gecovert. I’m a Fool to Care brachte es in der Version von Les Paul & Mary Ford zum sechsten Rang der Pophitparade im Jahre 1954. Born To Lose wurde in vielen Musikstilen gecovert. Der Bogen spannt sich von Ray Charles (15. Februar 1962) über Johnny Cash & the Tennessee Two (27. April 1962), die Everly Brothers (Oktober 1963), Dean Martin (August 1965), Jerry Lee Lewis (April 1969) bis Conway Twitty (13. August 1973). Das im März 1950 von Daffan erschienene I’ve Got Five Dollars And It's Saturday Night erreichte im April 1954 einen vierten Rang der Country-Charts in der Version von Faron Young.
Im Jahre 1955 gründete Daffan sein eigenes Plattenlabel Daffan Records und nahm seinen Freund Floyd Tillman oder auch Dickie McBride unter Vertrag. Das Label erweiterte seinen Country-Katalog stetig mit Künstlern wie Eddie Noack, Johnny Bundrick oder Jerry Irby und blieb bis 1971 im Markt. Im Jahre 1958 gründete Daffan zusammen mit Hank Snow einen Musikverlag in Nashville, zog aber 1961 zurück nach Houston, wo er auch starb.

## Statistik und Auszeichnungen
Neben der Goldenen Schallplatte für die eigene Aufnahme von Born to Lose erhielt Daffan 1982 eine Platinschallplatte für über eine Million Aufführungen der Ray Charles-Version. Für Ted Daffan sind dem BMI zufolge 185 Kompositionen registriert, von denen das 16 mal gecoverte Born to Lose einen BMI-Award erhielt. Auch 6 weitere Daffan-Kompositionen wurden hiermit ausgezeichnet. Aufgrund seiner Erfolge als Songschreiber wurde Daffan 1970 in die Nashville Songwriters Hall of Fame aufgenommen.

## Diskografie (Auswahl)
OKeh Records (Columbia; 1940 bis 1950):
- I’m a Fool to Care / Put Your Little Arms Around Me (#5573), Juni 1940
- Worried Mind / Blue Steel Blues (#05668), Juli 1940
- Where the Deep Waters Flow / Crying the Blues Again (#05741), August 1940
- I Told You So / She Goes the Other Way (#05918), Dezember 1940
- Down Hilo Way / Strip Tease Swing (#06126), April 1941
- Too Late, Little Girl, Too Late / Weary, Worried and Blue (#06253), Juni 1941
- Weary Steel Blues / Always Alone (#06311), August 1941
- Car Hops Blues / Breakin’ My Heart over You (#06452), Oktober 1941
- Born to Lose / No Letter Today (#6706), Oktober 1943
- Look Who’s Talking / The Bluest Blues (#6719), April 1944
- Time Won’t Heal My Broken Heart / You’re Breaking My Heart (#6729), Januar 1945
- Shadow on My Heart / Headin’ Down the Wrong Highway (#6744), Juli 1945

Conqueror Records:
- Worried Mind / (Brownie McGhee) (#9564), Dezember 1940
- Put Your Little Arms Around Me / I’m a Fool to Care (#9697), April 1941 (Wiederveröffentlichung)
- She Goes the Other Way / Grey Eyed Darling (#9698), April 1941 (Wiederveröffentlichung)
- Worried Mind / Blue Steel Blues (#9699), April 1941 (Wiederveröffentlichung)
- Rainy Day Blues / Let Her Go (#9700), April 1941 (Wiederveröffentlichung)
- I’m Sorry I Said Goodbye / I Told You So (#9701), April 1941 (Wiederveröffentlichung)

Columbia Records:
- Trouble Keeps Hangin’ Around My Door / Beyond A Shadow Of A Doubt (#36917/20015), Februar 1946
- Shadows on My Heart / Headin’ Down the Wrong Highway (#37044/20067), August 1946
- Shut That Gate / Broken Vows (#37087/20077), Oktober 1946
- Baby, You Can’t Get Me Down / You Better Change Your Ways, Baby (#37267/20103), Januar 1947
- Are You Satisfied Now? / My Fallen Star (#37501/20181), Juli 1947
- Because / Those Blue Eyes Don’t Sparkle Anymore (#37657/20256), Juli 1947
- Long John / Lonesome Highway (#37823/20358), September 1947
- Go On, Go On / Poor Little Bar Fly (#37959/20383), November 1947
- Bury Me Deep / The Straight and Narrow Way (#38092/20407), Februar 1948
- Deep Down Inside / Too Far Gone (#20427), Mai 1948
- Just Born This Way / Two of a Kind (#20462), August 1948
- Now I Must Reap / You’ll Always Be Around (#20506), Oktober 1948
- Got Money on My Mind / Among Your Souvenirs (#20530), Januar 1949
- Flame of Love / I’m That Kind of Guy (#20567), April 1949
- That’s a Dad Blamed Lie / Take That Lease off Me (#20628), Oktober 1949
- So Dissatisfied / Strangers Passing By (#20668), Februar 1950
- I’m Gonna Leave This Darned Old Town / I’ve Got Five Dollars and It’s Saturday Night (#20679), März 1950
- Kiss Me Goodnight / Ain’t Got No Name Rag (#20707), Juni 1950

Daffan Records:
- Bottom of the List / Tangled Mind (#102), Dezember 1955